# Pulp (magazine)
Pour les articles homonymes, voir Pulp.
 (janvier 2015).
| |  |  |
| Couvertures illustrées des pulps Weird Tales (septembre 1934) et Science Wonder Stories (novembre 1929). |  |  |

Le terme pulps, abréviation de « pulp magazines » désigne des publications peu coûteuses et de piètre qualité matérielle, très populaires aux États-Unis durant la première moitié du XXe siècle. Après une période de succès, le genre périclite à partir des années 1950, en raison de la hausse du prix du papier et de la forte compétition que leur opposent les comics, la télévision et les romans.
Dans ce type de magazines sont principalement publiés des récits de fiction (très souvent présentée comme de la narration de faits réels), avec des thèmes très divers, allant de la romance au récit fantastique ou d'horreur, en passant par les enquêtes criminelles de détective ou les histoires de science-fiction et de fantasy. Les rares « pulps » encore publiés aujourd'hui sont, pour la plupart, orientés vers la science-fiction et le fantastique.
C'est le faible coût des « pulps », en général dix cents, qui leur valut l'immense succès qu'ils rencontrèrent auprès des masses populaires américaines.

## Histoire

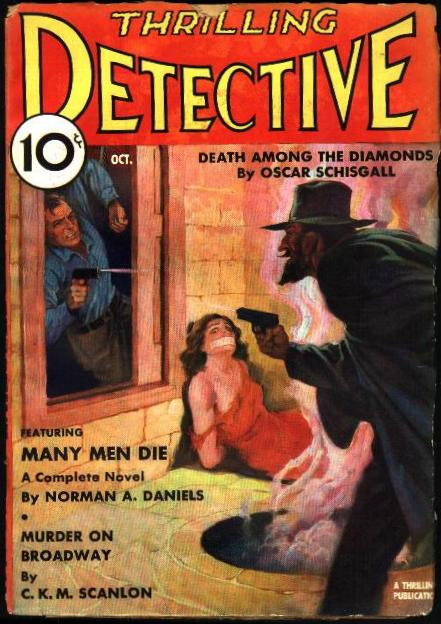
Couverture de Thrilling Detective (octobre 1935).

Le nom « pulp » vient du fait que ces magazines étaient imprimés, par souci de rentabilité, sur du papier de basse qualité dont la pâte est constituée de résidus de fibres de bois (woodpulp). Ces publications se trouvent ainsi en opposition avec les « slicks », publications de bien meilleure qualité, dont le support est un papier lissé. Les « pulps » sont les successeurs des dime novels (le « roman à trois sous » des anglophones) et des brochures moralisatrices publiées par les ligues caritatives de vertus dès le milieu du XIXe siècle afin de mettre en garde agriculteurs, ouvriers et employés contre les dangers de la boisson et de la débauche, entre autres.
Le premier « pulp » avéré est la version modifiée du magazine Argosy de Frank Munsey, dont l'éditeur cherchait à réduire le coût de fabrication afin d'en permettre une plus large diffusion.
Bien que les « pulps » aient eu moins de succès hors des États-Unis qu'à l'intérieur de leurs frontières, certains des personnages révélés par ces magazines ont acquis avec les années une notoriété internationale, le cinéma et la télévision aidant. Parmi ces personnages, on retiendra Tarzan, Conan le Barbare, Doc Savage ou encore Zorro.
Les « pulps » ont aussi compté dans le développement de certains genres populaires, notamment le roman noir, la science-fiction, la romance et le western. Plusieurs classiques du roman policier et de la littérature d'anticipation ont tout d'abord été publiés sous la forme de feuilletons (en anglais : series), notamment dans les magazines Weird Tales, Amazing Stories, Astounding Stories et Black Mask. Parmi ces auteurs de romans, un grand nombre d'entre eux sont passés depuis à la postérité, dont :
- Poul Anderson
- Isaac Asimov
- Robert Bloch
- Ray Bradbury
- W. R. Burnett
- Edgar Rice Burroughs, le « père » de Tarzan
- Raymond Chandler
- Arthur C. Clarke
- Philip K. Dick
- Erle Stanley Gardner
- William Campbell Gault
- Brett Halliday
- Dashiell Hammett
- Robert Heinlein
- Frank Herbert
- Robert E. Howard, le « père » de Conan le barbare
- L. Ron. Hubbard
- Frank Kane
- H. P. Lovecraft
- John D. MacDonald
- William P. McGivern
- Ed McBain
- Johnston McCulley
- C.L. Moore
- Wayne D. Overholser
- Seabury Quinn
- Richard S. Shaver (en)
- Robert Silverberg
- Clark Ashton Smith
- E. E. Smith
- Mickey Spillane
- Jean Stafford
- Leslie F. Stone
- A. E. van Vogt

En dépit de son immense succès, le pulp périclite à partir des années 1950 en raison de la hausse du prix du papier et de la forte compétition que leur opposent les comics, la télévision et les romans.
En France, les textes parus dans les pulps américains ont surtout été édités sous forme de recueils de nouvelles, par exemple aux éditions Néo, Encrage, mais également dans la Série noire chez Gallimard dès la fin des années 1940.
En hommage aux récits de ces publications souvent jugés violents, étranges et décadents, le réalisateur américain Quentin Tarantino intitula en 1994 l'un de ses films Pulp Fiction.

## Relations entre les auteurs et les éditeurs
Les éditeurs de « pulps » se soucient avant tout de la rentabilité de leurs titres, au détriment de la qualité littéraire des œuvres publiées. Aussi, dans les années 1930, la politique éditoriale n'a d'autres fins que d'assurer les revenus de l'éditeur, sans souci pour les auteurs.
Ces derniers sont payés le plus souvent lorsque leurs nouvelles sont publiées et non lorsqu'elles sont acceptées. Les auteurs sont donc soumis au bon vouloir des éditeurs et leurs salaires sont très bas. Barry N. Malzberg rappelle ainsi que Hugo Gernsback sous-payait les auteurs, mais s'accordait un  salaire annuel de 100 000 $.
De plus, les fondateurs de ces maisons d'édition en possèdent souvent plusieurs. Ainsi, lorsqu'une d'elle est en banqueroute, ils rachètent les biens intellectuels de celle-ci sans avoir à payer ses dettes — dont les salaires des écrivains. Enfin, il n'est pas rare qu'une nouvelle soit reprise d'un magazine à l'autre, le titre et le nom des personnages étant changés mais sans que l'auteur original ne soit rémunéré.
Néanmoins ce n’était pas le cas de tous les pulps. Certains tel que Astounding Science, notamment sous la direction de John W. Campbell, ont énormément contribué à l’émergence de la science-fiction. Il a par exemple poussé Asimov vers la réussite et a contribué à faire émerger de nombreux auteurs.

## Illustrateurs
Il s'agit ici des illustrateurs des couvertures des magazines, des publicités, des affiches de cinéma et de pin-up des années 1930 à 1960 qui ont contribué à l'image caractéristique des « pulps », dont le graphisme est immédiatement identifiable.
Ils ont travaillé pour Startling Stories, Detective Fiction, Galaxy Science Fiction, Eerie Mysteries, Dynamic Western, Dynamic Adventures, Dynamic Detective, Double Action Gang, Double Detective, Dr. Yen Sin, Cowgirl Romances, Analog Science Fiction and Fact, Thrilling Detective, Ace-High Magazine, High Heel Magazine, Silk Stocking, Stories, Movie Humor, Wink Fall Magazine,  Eye Ful, Wink Fresh Magazine, Titter, Flirt Fresh Magazine, Beauty Parade, New Love, Phantom Detective, Unknown, Navy Romances, et plusieurs autres « pulps ».
- Allen Anderson
- Rolf Armstrong (1899-1960)
- Boris Artzybasheff (1899-1965)
- Joyce Ballantyne (1918-2006)
- McClelland Barclay (1891-1942)
- Harry Barton (1908-2001)
- Vaughan Alden Bass
- Walter Baumhofer
- Ben-Hur Baz (1906-2003)
- Rudolph Belarski
- Earle K. Bergey (1901-1952)
- Walter Biggs (1886-1968)
- Fredrick Blakeslee
- Enoch Bolles (1883-1976)
- Robert Bonfils (né en 1922)
- Margaret Brundage
- Al Buell (1910-1996)
- Edd Cartier (né en 1914)
- Samuel Cherry
- Henry Clive (1882-1960)
- Charles Copeland (1924-1979)
- Darcy (1913-2010)
- Ziff Davis (groupe de presse)
- Rafael DeSoto (1904-1992)
- Archie Dickens (1907-2004)
- Al Dorne (1904-1955)
- Peter Driben
- Norm Eastman (1931-2007)
- Ruth Eastman
- Harry Ekman
- Freeman Elliot
- Gil Elvgren (1914-1980)
- Ed Emshwiller (1925-1990)
- Virgil Finlay (1914-1971)
- Fred Fixler (1923-2010)

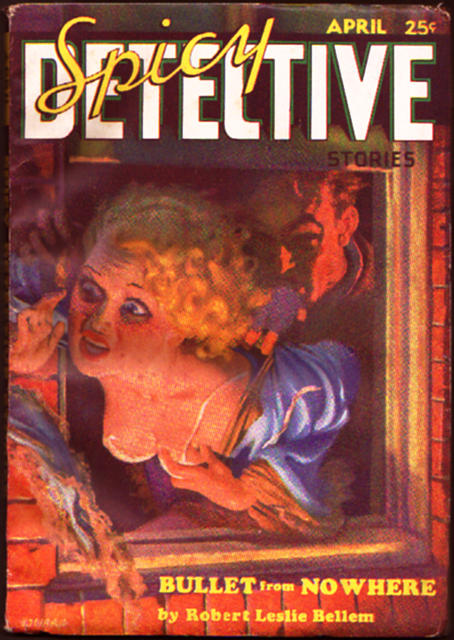
Couverture du pulp magazine Spicy Detective Stories (avril 1935) publiant « Bullet from Nowhere » de Robert Leslie Bellem.

- James Montgomery Flagg (1877-1960)
- Hans Flato (1887-1950)
- Art Frahm (1907-1981)
- Pearl Frush
- Edwin Georgi (1896-1964)
- Elizabeth Shippen Green (1871-1954)
- Reginald Heade
- Greg et Tim Hildebrandt (jumeaux nés en 1939)
- Clark Hulings (1922-2011)
- Ray Johnson
- John LaGatta (1894-1977)
- Bill Layne (1911-2005)
- Joseph Christian Leyendecker (1874-1951)
- Richard Lillis
- Baron von Lind (né en 1937)
- Norman Lindsay (1879-1969)
- Orson Lowell (1871-1956)
- Angus MacDonall (1876-1927)
- Frank McCarthy (1924 - 2002)
- Harold W. McCauley (1913-1977)
- John McDermott (1919-1977)
- Robert McGinnis (né en 1926)
- Neysa McMein (1888-1949)
- Robert Maguire (1921-2005)
- Lou Marchetti (1920-1992)
- James Meese (1917-1971)
- Joe De Mers
- Clement Micarelli (1929-2008)
- Tom Miller (1913-2004)
- Norman Mingo (1896-1980)
- Bruce Minney 1928-2013)
- Al Moore
- Earl Moran (1893-1984)
- Zoë Mozert (1907-1993)
- K. O. (Knute) Munson
- Rudy Nappi (né en 1923)
- Victor Olson (1924-2007)
- Rose O'Neill (1875-1944)
- H. L. Parkhurst
- Maxfield Parrish (1870-1966)
- Frank R. Paul
- Julian Paul
- Herbert Paus (1860-1944)
- Bob Peak (1927-1992)
- Edward Penfield (1866-1925)
- George Petty (1894-1975)
- Barye Phillips (1924-1969)
- Coles Phillips (1880-1927)
- Willy Pogány (1882-1955)
- Walter Popp (1920-2002)
- Gene Pressler
- Howard Pyle (1853-1911)
- V. E. Pyles
- Paul Rader (1906-1986)
- Bill Randall
- Norman Rockwell (1894-1978)
- Edward Runci
- Bernard Safran (1924-1995)
- Xavier Sarger
- Robert Sarsony
- Norman Saunders (1907-1989)
- Mauro Scali (1926-1988)
- Harry Schaare (1922-2008)
- Mead Schaeffer
- J. W. Scott (1907-1987)
- Robert Stanley (1918-1996)
- Eric Stanton (1926-1999)
- Adolph Treidler (1886-1981)
- Frank Uppwall
- Alberto Vargas  (1896-1982)
- Bill Ward (1919-1998)
- H. J. Ward
- Jon Whitcomb (1906-1988)
- Ruskin Russ Williams (1888-1966)
- Fritz Willis (1907-1979)
- David Wright (1912-1967)
- N. C. Wyeth (1882-1945)
- George Ziel (1914-1982)

## Collectionneurs français de pulps
- Jacques Bergier
- Georges H. Gallet
- Jacques Sadoul

### Source
- Claude Mesplède (dir.), Dictionnaire des littératures policières., préfaces de François Guérif et de Daniel Pennac, Nantes, Joseph K., coll. « Temps noir », 2007 Volume 2, J-Z, 1088 p.  (ISBN 978-2-910686-45-1)